# Bolívar (Santander)
Bolívar – miasto w Kolumbii, w departamencie Santander.